# Liste der Hamburger Ortsamtsleiter

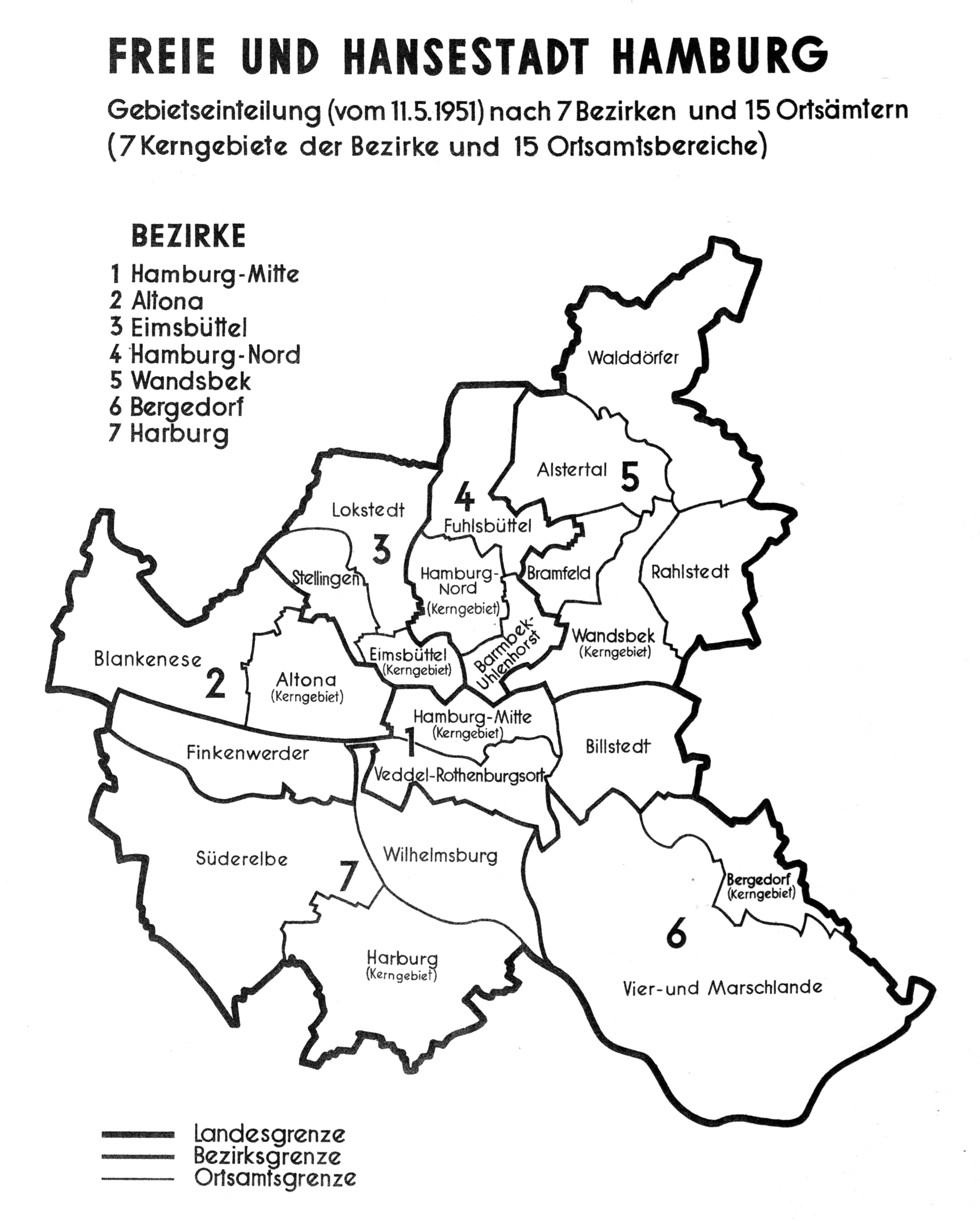
Gebietseinteilung der Bezirke (mit Ortsämtern und Kerngbieten) 1951

Die Liste der Hamburger Ortsamtsleiter enthält die von 1951 bis 2007 bestehenden 15 Ortsämter und ihre Leiter. Die Ortsämter selbst wurden bereits 1943 eingerichtet – als Reaktion auf den Zusammenbruch der Verwaltung nach den großen Bombenangriffen. Ihre Anzahl wurde aber mit Inkrafttreten des Bezirksverwaltungsgesetzes von 23 auf 15 verringert. Die 7 Kerngebiete der Bezirke wurden direkt von den Bezirksämtern betreut, so dass es nun 22 Verwaltungseinheiten der „2. Ebene“ gab.
Die Bezirke sind in traditioneller Reihenfolge gelistet (siehe Karte), die Ortsämter innerhalb der Bezirke alphabetisch.

## Bezirk Hamburg-Mitte

### Ortsamt Billstedt
| Amtszeit    | Name             | Anmerkung                                        |
| ----------- | ---------------- | ------------------------------------------------ |
| 1945 – 1946 | Hein(rich) Klink | 1928 – 1933 Gemeindevorsteher von Billstedt      |
| 1946 – 1947 | Karl Andritzke   | kommissarisch                                    |
| 1947 – 1950 | Walter Düsedau   | anschließend Bezirksamtsleiter von Hamburg-Mitte |
| 1950 – 1966 | Hans Rubbert     |                                                  |
| 1966 – 1971 | Karl Kalff       | anschließend Bezirksamtsleiter von Hamburg-Mitte |
| 1971 – 1994 | Horst Böttjer    |                                                  |
| 1994 – 1997 | Gerhard Wrahse   | kommissarisch                                    |
| 1997 – 2007 | Günther Schiedek |                                                  |

Hauptquelle:

### Ortsamt Finkenwerder
| Amtszeit    | Name              | Anmerkung                                        |
| ----------- | ----------------- | ------------------------------------------------ |
| 1951 – 1962 | Wilhelm Lindemann |                                                  |
| 1963 – 1966 | Werner Aude       |                                                  |
| 1967 – 1975 | Werner Brandt     |                                                  |
| 1975 – 1989 | Peter Reichel     | anschließend Bezirksamtsleiter von Hamburg-Mitte |
| 1989 – 2003 | Uwe Hansen        |                                                  |
| 2003 – 2005 | Hartwig Behrens   | kommissarisch                                    |
| 2005 – 2007 | Gerd Tiedemann    | anschließend Regionalbeauftragter                |

Quelle:

### Ortsamt Veddel-Rothenburgsort
| Amtszeit        | Name            | Anmerkung                                    |
| --------------- | --------------- | -------------------------------------------- |
| 1950 (?) – 1966 | Werner Brandt   | anschließend Ortsamtsleiter von Finkenwerder |
| 1966 – 1971     | Wolfgang Lüders |                                              |
| 1971 – 1984     | Kurt Falck      |                                              |
| 1984 – 2003     | Udo Springborn  |                                              |
| 2003 – 2007     | Günther Wielgoß | bis 2006 kommissarisch                       |

Quelle:

## Bezirk Altona

### Ortsamt Blankenese
| Amtszeit    | Name                 | Anmerkung                                        |
| ----------- | -------------------- | ------------------------------------------------ |
| 1945 – 1950 | Friedrich Schöning   |                                                  |
| 1950 – 1961 | Walther Lübbersmeyer | anschließend Bezirksamtsleiter von Hamburg-Mitte |
| 1961 – 1980 | Karl-Heinz Krahn     |                                                  |
| 1980 – 1994 | Hans-Heinrich Ploen  |                                                  |
| 1994 – 2007 | Ingrid Harpe         |                                                  |

Quelle:
 

## Bezirk Eimsbüttel

### Ortsamt Lokstedt
| Amtszeit                       | Name                | Anmerkung                                          |
| ------------------------------ | ------------------- | -------------------------------------------------- |
| ca. 1945 – ca. Juli 1946       | Max Ellermann       |                                                    |
| Oktober 1946 – September 1950  | Walter Lübbersmeyer | anschließend Ortsamtsleiter von Blankenese         |
| Oktober 1950 – ca. April 1951  | … Draczkiewicz      | kommissarisch                                      |
| April 1951 – Mai 1954          | Kurt Braasch        | anschließend Bezirksamtsleiter von Hamburg-Nord    |
| 1954 – April 1960              | Otto Warnke         | anschließend Ortsamtsleiter der Walddörfer         |
| Mai 1960 – Oktober 1962        | Gerhard Kosubek     | anschließend Ortsamtsleiter von Barmbek-Uhlenhorst |
| Oktober 1962 – Juli 1979       | Otto Bierstedt      |                                                    |
| August 1979 – Juni 2003        | Hartmut Leschner    |                                                    |
| ca. Januar 2004 – Februar 2007 | Hans Peter Brucker  | anschließend Regionalbeauftragter                  |

Quelle:

### Ortsamt Stellingen
| Amtszeit                   | Name             | Anmerkung                                  |
| -------------------------- | ---------------- | ------------------------------------------ |
| 1945 – 1950                | Claus Möhring    |                                            |
| 1950 – 1961                | Karl-Heinz Krahn | anschließend Ortsamtsleiter von Blankenese |
| 1961 – 1979                | Egon Lohfeldt    |                                            |
| 1979 – 1988                | Günther Franz    |                                            |
| 1988 – März 2000           | Gerhard Kruse    |                                            |
| 15. Januar 2001 – ca. 2007 | Michael Carlsson | anschließend Regionalbeauftragter          |

Quelle:

## Bezirk Hamburg-Nord

### Ortsamt Barmbek-Uhlenhorst
| Amtszeit    | Name              | Anmerkung                                                           |
| ----------- | ----------------- | ------------------------------------------------------------------- |
| 1945 – 1956 | Paul Plothe       | 1949/50 zugleich kommissarischer Bezirksamtsleiter von Hamburg-Nord |
| 1956 – 1962 | Günther Redding   |                                                                     |
| 1962 – 1971 | Gerhard Kosubek   |                                                                     |
| 1971 – 1973 | Werner Weidemann  | anschließend Bezirksamtsleiter von Hamburg-Nord                     |
| 1973 – 1979 | Gerhard Kosubek   |                                                                     |
| 1980 – 2007 | Hans-Werner Nebel |                                                                     |

Quelle:

### Ortsamt Fuhlsbüttel
| Amtszeit            | Name                         | Anmerkung                                      |
| ------------------- | ---------------------------- | ---------------------------------------------- |
| 1949 – 1950         | Regierungsamtmann … Petersen | kommissarisch                                  |
| 1951 – 1971         | Wilhelm Schade               | bis 1953 kommissarisch                         |
| 1972 (?) – 1984 (?) | Bruno Steenbock              |                                                |
| 1985 – 1988         | Horst Kawinkel               |                                                |
| 1988                | Herbert Hahn                 | kommissarisch                                  |
| 1989 – 1994         | Harald Rösler                | 2012 – 2018 Bezirksamtsleiter von Hamburg-Nord |
| 1994 – 1998         | Wolfgang Engelmann           |                                                |
| 1998 – 2005         | Günter Schwarz               |                                                |
| 2006 – 2007         | Karl-Heinz Dittmann          | kommissarisch                                  |

Quelle:

## Bezirk Wandsbek

### Ortsamt Alstertal
| Amtszeit    | Name                   | Anmerkung                                                                                           |
| ----------- | ---------------------- | --------------------------------------------------------------------------------------------------- |
| 1949 – 1950 | Regierungsrat … Bremer | |
| 1951 – 1955 | Paul Lutzmann          | |
| 1955 – 1966 | Werner Dutz            | |
| 1966 – 1984 | Dieter Mahnke          | anschließend Bezirksamtsleiter von Wandsbek                                                         |
| 1985 – 1990 | Rolf Wolgast           | |
| 1990 – 1992 | Hans-Jürgen Ahrens     | kommissarisch                                                                                       |
| 1992 – 1995 | Hans-Jürgen Westphal   | 1994 – 1995 zugleich kommissarischer Ortsamtsleiter der Walddörfer                                  |
| 1995 – 1997 | Manfred Noster         | kommissarisch                                                                                       |
| 1997 – 2007 | Michael Näfken         | 2004 – 2005 zugleich kommissarischer Ortsamtsleiter von Bramfeld; anschließend Regionalbeauftragter |

Quelle:

### Ortsamt Bramfeld
| Amtszeit    | Name             | Anmerkung                                                               |
| ----------- | ---------------- | ----------------------------------------------------------------------- |
| 1949 – 1970 | Hellmuth Schoppe |                                                                         |
| 1970 – 1976 | Karl Riecken     |                                                                         |
| 1976 – 1986 | Rüdiger Dietz    |                                                                         |
| 1987 – 2003 | Manfred Noster   | 1995 – 1997 zugleich kommissarischer Ortsamtsleiter von Alstertal       |
| 2004 – 2005 | Michael Näfken   | kommissarisch                                                           |
| 2006 – 2007 | Gerd Heidenreich | anschließend Regionalbeauftragter für Bramfeld/Steilshoop/Farmsen/Berne |

Quelle:

### Ortsamt Rahlstedt
| Amtszeit                     | Name            | Anmerkung |
| ---------------------------- | --------------- | --- |
| ca. Mai 1945 – ca. Juli 1945 | Johannes Witter | |
| Juli 1946 – Juli 1969        | Jonni Schacht   | |
| August 1969 – November 1993  | Rolf Mietzsch   | |
| Juli 1994 – ca. 2006         | Gudrun Moritz   | 1995 – 1997 zugleich kommissarische Ortsamtsleiterin der Walddörfer; anschließend Regionalbeauftragte für das Kerngebiet Wandsbek |

Quelle:

### Ortsamt Walddörfer
| Amtszeit    | Name                 | Anmerkung     |
| ----------- | -------------------- | ------------- |
| 1946 – 1954 | Ernst Winter         |               |
| 1954 – 1960 | Hans Sibbert         |               |
| 1960 – 1978 | Otto Warnke          |               |
| 1978 – 1994 | Hans Günther Ahrens  |               |
| 1994 – 1995 | Hans Jürgen Westphal | kommissarisch |
| 1995 – 1997 | Gudrun Moritz        | kommissarisch |
| 1997 – 2006 | Angelika Sterra      |               |

Quelle:

## Bezirk Bergedorf

### Ortsamt Vier- und Marschlande
| Amtszeit    | Name                         | Anmerkung                         |
| ----------- | ---------------------------- | --------------------------------- |
| 1946 – 1950 | Regierungsamtmann … Hamester |                                   |
| 1950 – 1954 | Regierungsamtmann W. Meyer   |                                   |
| 1954 – 1981 | Ulrich Vöge                  |                                   |
| 1982 – 1996 | Helmut Gutsch                |                                   |
| 1996 – 2007 | Dirk Brahm                   | anschließend Regionalbeauftragter |

Quelle:

## Bezirk Harburg

### Ortsamt Süderelbe
| Amtszeit    | Name               | Anmerkung                                   |
| ----------- | ------------------ | ------------------------------------------- |
| 1950 – 1959 | Herbert Neindorf   |                                             |
| 1960 – 1971 | Willy Augustin     |                                             |
| 1972 – 1991 | Gerd Tholen        |                                             |
| 1991 – 2003 | Peter Sielaff      |                                             |
| 2003 – 2004 | Achim Gerdts       | kommissarisch; 2007/08 Regionalbeauftragter |
| 2004 – 2007 | Bernhard Schleiden |                                             |

Quelle:

### Ortsamt Wilhelmsburg
| Amtszeit    | Name              | Anmerkung                                                                |
| ----------- | ----------------- | ------------------------------------------------------------------------ |
| 1948 – 1952 | Robert Winterberg |                                                                          |
| 1952 – 1961 | Wilhelm Strauß    |                                                                          |
| 1961 – 1976 | Hermann Westphal  |                                                                          |
| 1977 – 1993 | Bernhard Dey      |                                                                          |
| 1993 – 2004 | Heike Severin     |                                                                          |
| 2004 – 2007 | Thorsten Schulz   | kommissarisch; anschließend Regionalbeauftragter für Wilhelmsburg-Veddel |

Quelle: